# Němenská kultura

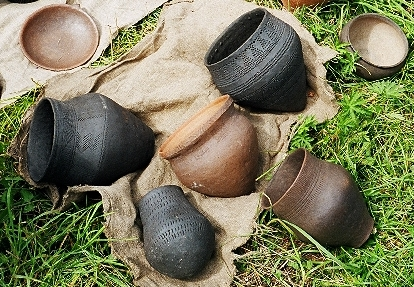
Moderní rekonstrukce němenské keramiky

Němenská kultura je archeologická kultura, která existovala zhruba v 7. až 3. tisíciletí př. n. l. Zprvu byla mezolitickou, posléze přerůstala v neolitickou. Je nazvána podle řeky Němen, kolem níž se rozkládala. Zasahovala na území několika dnešních států: Polska, Litvy, Běloruska a Ruska (Kaliningradská oblast). Na severu hraničila v mezolitické fázi s Kundskou kulturou, v neolitu pak s navazující Narvskou kulturou. Mezolitičtí příslušníci němenské kultury byli lovci a rybáři, lovili šípy a oštěpy a rybařili harpunami. Jejich pazourkové nástroje byly ovlivněny jak mikrolity z jihovýchodní Evropy, tak makrolity ze severní Evropy, snad byla zdrojem této technologie skandinávská maglemoská kultura. Němenská kultura byla pozoruhodně dlouho - 2500–3000 let - stabilní a málo se vyvíjející, mj. proto, že se jí vyhýbaly migrační vlny. Teprve v polovině 5. tisíciletí přišly výraznější inovace, obecně řečeno neolitické, byť přechod k neolitické kultuře nebyl úplný a hovoří se někdy o poloneolitické kultuře. Objevily se nože s nabroušeným a rozšířeným hrotem. Vzrostla interakce s okolím, některá nalezená keramika byla přímo dovezená z narvské kultury, patrně byla směňována za pazourek, jehož měla narvská kultura nedostatek. Další nalezená keramika, z místní produkce, byla narvskými vzory ovlivněna (typické špičaté dno nádob). Nádoby byly ale o něco užší a zakřivenější než u kultury Narva. Němenská keramika byla vyrobena z hlíny smíchané s organickou hmotou nebo drceným křemencem. Na svém sklonku němenská kultura vykazovala ovlivnění Rzucewskou kulturou, pohlcena byla zejména mohutnou vlnou Kultury se šňůrovou keramikou a částečně též Kulturou kulovitých amfor.